# Raushjanca
Raushjanca (voz quechua que significa 'Cerro nevado') es una montaña rocosa ubicada en el distrito de San Pedro de Cajas, provincia de Tarma, departamento de Junín, en Perú. Se eleva a 5008 m s. n. m.

## Características
Se compone principalmente de roca volcánica y desprovisto de hielo permanente. Al pie de la montaña se ubica la laguna Huascacocha, la cual da inicio a la quebrada de Jatun Chaca.

## Ubicación y accesos
Raushjanca se ubica cerca del centro poblado de Yanec, en la jurisdicción del distrito de San Pedro de Cajas, en la provincia de Tarma. 
Se accede desde el distrito de San Pedro de Cajas mediante una carretera afirmada de 19 km. en dirección norte y desde la ciudad de Junín a través de un desvío en el kilómetro 50 de la carretera central mediante una carretera afirmada de 20 km en dirección este.

## Ascensiones
- Perú: Fue escalado por primera vez por Manuel Garay, Francisco Chuco, Gerardo y Bernardo Yantas el 7 de septiembre de 1957.[1][3]

## Mito de origen
En 2003 Fiorela Caso Leonardo publicó un libro con un mito recogido por Ernesto Chagua Blanco:

El mito de Raushjanca cuenta que hace muchísimos años Pachacámac envió a ocho seres semi superiores en forma de seres humanos a la tierra con la misión de que enseñasen buenas formas de vida a los terrícolas. Uno de ellos, se enamoró de una mortal, una mujer que vivía por aquella zona. La mujer correspondió su amor. 

Pero un día, la mujer cambió totalmente su trato hacia su pajera, además se encontraba pensativa y taciturna. El amado se preocupó bastante y estaba muy desconcertado por el motivo de su comportamiento que ella callaba y no daba respuesta.
Un día, la mujer desapareció de su casa. El hombre se preocupó al punto del enloquecimiento, cuando la vio a lo lejos huyendo cogida de la mano con un extraño. Entonces echó a correr tras ellos por el campo a través. Finalmente los alcanzó y empezó una pelea con el amante de la mujer que finalizó con la muerte del extraño.

A eso se escuchó una voz atronadora de Pachacámac que ordenaba castigar el crimen cometido. Al asesino lo transformó en una inmensa montaña, que se conoce actualmente como Raushjanca, y a la víctima en una colina que está al frente de este, y que es conocido como Garamatanca (en quechua: Nuca Pelada), porque su cúspide se asemeja a un tajo hecho a propósito.